# Kolik
Als Kolik (von lateinisch colica „heftiger Leibschmerz“, griechisch kōlikḗ bzw. kōlikḗ nósos, und zu lateinisch colicus „den Grimmdarm (altgriechisch kolon) betreffend“; früher auch colica passio genannt)  werden stärkste, bewegungsunabhängige, meist wehenartige Schmerzen bezeichnet, die durch krampfhafte Kontraktionen der glatten Muskulatur eines Hohlorganes verursacht werden. Eine Kolik entsteht, wenn die Muskulatur einem großen Widerstand oder einer Blockade entgegenwirken muss. Das Wort wehenartig bedeutet hier, dass die Schmerzen wellenförmig kommen und sich mit Phasen relativer Beschwerdefreiheit abwechseln. Ursprünglich bezog sich der medizinische Fachbegriff auf Schmerzen im Dick- bzw. exakter Grimmdarm, dessen lateinische Bezeichnung Colon später als Adjektiv colicus substantiviert gebraucht wurde und das längere dolor coli „Schmerz im Grimmdarm“ ersetzte.
Koliken können sich organbezogen als Nierenkolik, Gallenkolik oder Darmkolik (früher auch Darmgicht genannt) äußern. Seltener treten sie als Schmerzen im Bereich der Harnblase, des Magens, der Bauchspeicheldrüse, Gebärmutter, der Samenwege und der Speicheldrüsen auf. Damit verbunden sind Beschwerden wie Blutdruckanstieg, Tachykardie, Schweißausbrüche, Übelkeit und Erbrechen.
Koliken zählen auch zu den Symptomen der chronisch-entzündlichen Darmerkrankungen Colitis ulcerosa und Morbus Crohn.